# Aleksandr Krupensky
Aleksandr Krupensky (n. 12 august 1861 – d. 12 mai 1939) a fost un mareșal al nobilimii din Basarabia între anii 1908 și 1913.
Provenea dintr-o veche familie nobiliară. A fost un mare proprietar în Basarabia la acea perioadă, deținea: 610 zeciuieli în ținutul Hotin, 317 în ținutul Soroca și 200 în ținutul Orhei, și, de asemenea, câte 1.700 și 1.500 de zeciuieli în ținuturile Soroca și Bălți, deținute de soția sa.

## Biografie

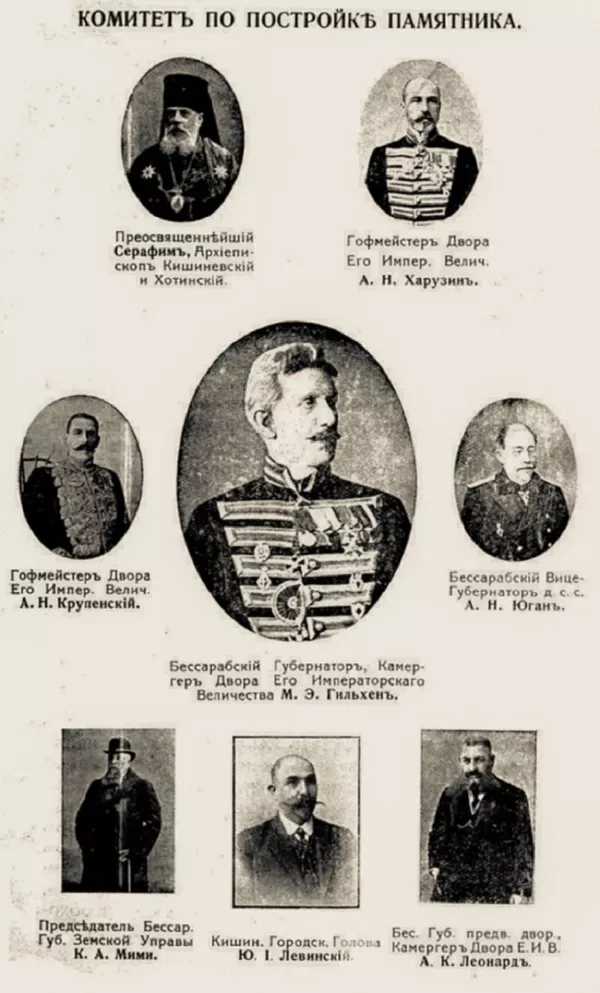
Membrii comisiei pentru construirea monumentului lui Alexandru I la Chișinău, 1911. În ordinea acelor de ceasornic: Serafim, arhipiescopul de Chișinău și Hotin, Aleksei Haruzin, fost guvernator al Basarabiei, Aleksandr Iugan, vice-guvernator al Basarabiei, Aleksandr Leonard, conducător al nobilimii basarabene, Iulian Levinski, primarul de Chișinău, Constantin Mimi, latifundiar basarabean, Aleksandr Krupensky și guvernatorul Basarabiei, Mihail Ghilhen în prim-plan.

A absolvit gimnaziu nr. 1 din Kiev (1880) și Facultatea de Științe a Universității din Keiv, unde a studiat biologia.
A deținut cronologic rangurile de: secretar provincial (1886), consilier titular (1894), evaluator colegial (1896), șambelan (1907), consilier de instanță (1907), consilier colegial (1907), consilier de stat (1907), consilierul real de stat (1911) ș.a.
A fost, de asemenea, magistrat onorific la Hotin (1887–1906), Soroca (1897–1914) și Chișinău (1908–1915), adjunct al nobilimii din ținutul Hotin (1902–1908).
În 1919, după revoluție și Unirea Basarabiei cu România, a emigrat în Franța, unde a trăit la Paris. Acolo a prezidat Congresul monarhic de la Reyhengalle, iar din 1926 a fost vicepreședinte al comitetului de organizare al Congresului rușilor din afara granițelor. A condus Partidul monarhist rus, susținându-l pe Marele Duce Nicolae.
Împreună cu Aleksandr Schmidt, acesta a fost fondator al societății antiromânești rusofile pentru "salvarea Basarabiei de ocupația românească", militând pentru alipirea ei la Republica Rusă sau la Republica Populară Ucraineană. Această organizație reunea atât moșieri și conservatori ruși din Basarabia, cât și comuniști basarabeni.
Tot împreună cu Schmidt, acesta a prezentat în cadrul conferinței de pace de la Paris "argumente" pentru dezlipirea Basarabiei de România. În perioada interbelică, cei 2 au oferit nenumăroase interviuri presei străine în care povesteau despre "persecuția intelectualilor basarabeni, bănuiți a fi rusofili", cât și pentru propagarea celebrului mit al "jandarmului român". 
În ciuda originii sale nobile, o parte din tezele antiromânești ale lui Krupensky (și Schmidt) au fost folosite și de propaganda sovietică.
A murit în 1939, la Paris, fiind înmormântat în cimitirul Sainte-Genevieve-des-Bois.